# Yuki Soma
Yuki Soma (em japonês: 相馬 勇紀, Sōma Yūki, Tóquio, 25 de fevereiro de 1997) é um futebolista japonês que atua como meio-campo e atualmente está no Nagoya Grampus.

## Biografia

### Primeiros anos
Yuki Soma, nasceu em Tóquio, capital do Japão, no ano de 1997. Iniciou sua carreira nos times juvenis de Fuda SC e Mitsubishi Yowa Chofu, até ingressar no clube de futebol da Universidade de Waseda.
Como jogador profissional ingressou aos quadros do Nagoya Grampus. Em junho de 2019, foi emprestado para o Kashima Antlers.

### Carreira internacional
Em 10 de dezembro de 2019, Soma realizou sua estreia na carreira internacional representado o Japão na vitória por 2 a 1 contra a seleção da China na Copa do Leste Asiático de 2019. Em 2021, foi selecionado para estar na seleção japonesa de futebol, para participar dos Jogos Olímpicos de Verão de 2020, realizados em Tóquio. O Japão ficou em quarto lugar, após perder a disputa pelo bronze para a Seleção mexicana.
Em 22 de julho de 2022, Soma marcou seus dois primeiros gols na vitória por 6 a 0 da seleção japonesa sobre Hong Kong na Copa do Leste Asiático de 2022.
No dia 1º de novembro de 2022, Soma foi convocado para integrar a seleção japonesa de futebol durante a Copa do Mundo FIFA de 2022, realizada no Catar.

## Estatísticas de clubes
Atualizado em 15 de novembro de 2022:
| Clube              | Temporada          | Liga                          | Liga      | Liga | Copa nacional | Copa nacional | Taça da liga | Taça da liga | Continetal | Continetal | Outros    | Outros | Total     | Total |
| ------------------ | ------------------ | ----------------------------- | --------- | ---- | ------------- | ------------- | ------------ | ------------ | ---------- | ---------- | --------- | ------ | --------- | ----- |
| Clube              | Temporada          | Divisão                       | Aparições | Gols | Aparições     | Gols          | Aparições    | Gols         | Aparições  | Gols       | Aparições | Gols   | Aparições | Gols  |
| Nagoya Grampus     | 2018               | Campeonato Japonês de Futebol | 9         | 1    | 0             | 0             | 0            | 0            | 0          | 0          | 0         | 0      | 9         | 1     |
| Kashima Antlers    | 2019               | Campeonato Japonês de Futebol | 16        | 1    | 1             | 0             | 7            | 3            | 0          | 0          | 0         | 0      | 24        | 4     |
| Nagoya Grampus     | 2019               | Campeonato Japonês de Futebol | 5         | 1    | 0             | 0             | 0            | 0            | 1          | 0          | 0         | 0      | 6         | 1     |
| Nagoya Grampus     | 2020               | Campeonato Japonês de Futebol | 31        | 2    | 0             | 0             | 4            | 1            | 0          | 0          | 0         | 0      | 35        | 3     |
| Nagoya Grampus     | 2021               | Campeonato Japonês de Futebol | 33        | 2    | 2             | 0             | 4            | 0            | 8          | 0          | 0         | 0      | 47        | 2     |
| Nagoya Grampus     | 2022               | Campeonato Japonês de Futebol | 34        | 2    | 1             | 0             | 10           | 1            | 0          | 0          | 0         | 0      | 45        | 3     |
| Totais da carreira | Totais da carreira | Totais da carreira            | 128       | 9    | 4             | 0             | 25           | 5            | 9          | 0          | 0         | 0      | 166       | 14    |

## Estatísticas de seleção
Atualizado em 17 de novembro de 2022:
| Ano    | Aparições | Gols |
| ------ | --------- | ---- |
| 2019   | 3         | 0    |
| 2022   | 5         | 4    |
| Totais | 8         | 4    |

Gols internacionais
| Gol | Data                   | Estádio                                           | Oponente                       | Gols | Resultado | Competição                     |
| --- | ---------------------- | ------------------------------------------------- | ------------------------------ | ---- | --------- | ------------------------------ |
| 1   | 19 de julho de 2022    | Estádio Kashima, Ibaraki, Japão                   | Seleção Honconguesa de Futebol | 1-0  | 6-0       | Copa do Leste Asiático de 2022 |
| 2   | 19 de julho de 2022    | Estádio Kashima, Ibaraki, Japão                   | Seleção Honconguesa de Futebol | 5-0  | 6-0       | Copa do Leste Asiático de 2022 |
| 3   | 27 de julho de 2022    | Estádio de Toyota, Toyota, Japão                  | Seleção Sul-Coreana de Futebol | 1-0  | 3-0       | Copa do Leste Asiático de 2022 |
| 4   | 17 de novembro de 2022 | Estádio Al-Maktoum, Dubai, Emirados Árabes Unidos | Seleção Canadense de Futebol   | 1-0  | 1-2       | Amistoso                       |

## Títulos

### Nagoya Grampus
- Copa da Liga Japonesa: 2021